# مسائل زیست‌محیطی در برونئی

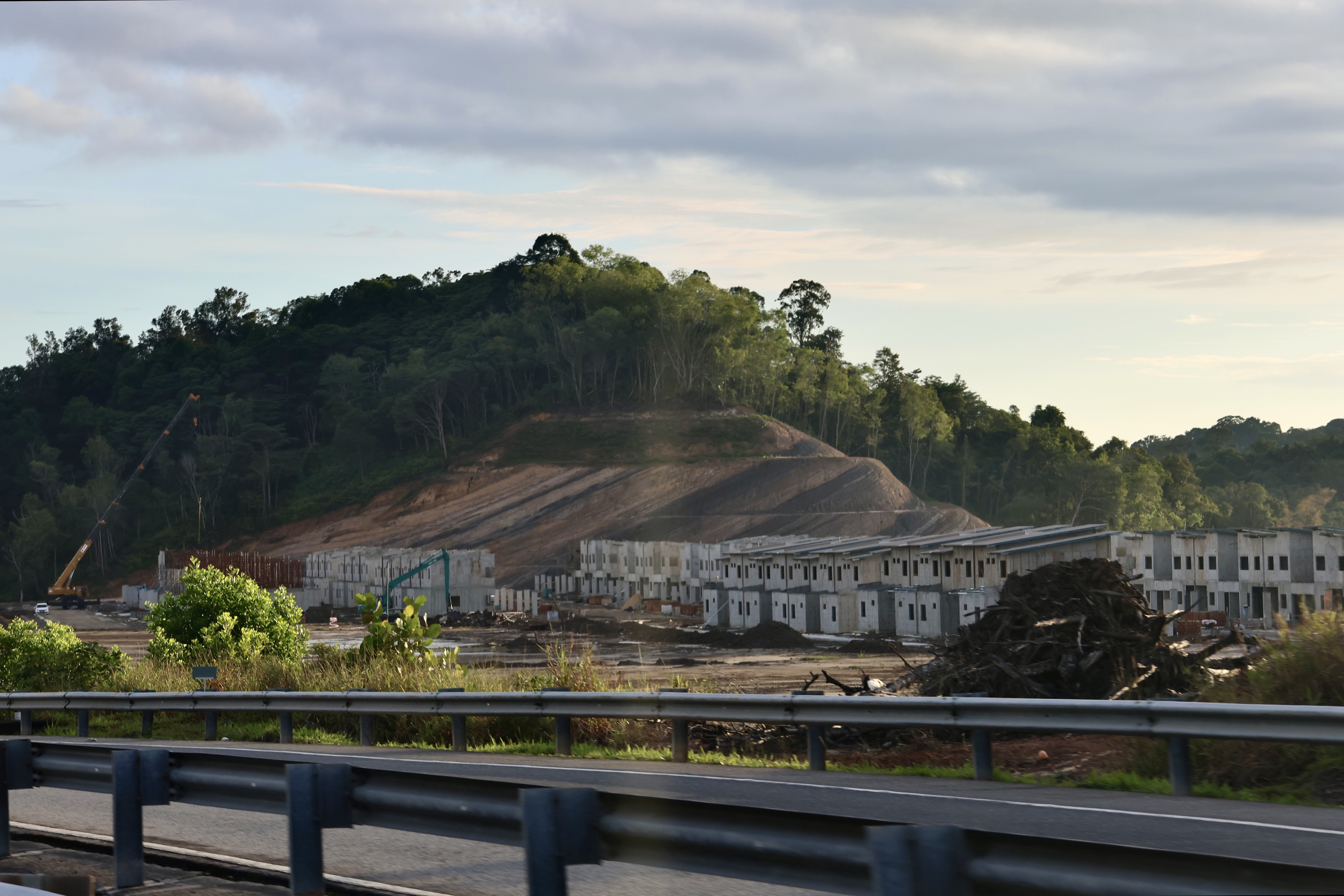
تسطیح پوشش درختان و زمین کشاورزی اطراف دهکده لوگو.

مسائل زیست‌محیطی در برونئی (انگلیسی: Environmental issues in Brunei)، برونئی از لحاظ شاخص عملکرد زیست‌محیطی (EPI)، با کسب نمره ۶۳٫۵۷ در بین ۱۸۰ کشور رتبه ۵۳ را بدست آورده است. این کشور در برخی از حوزه‌های شاخص عملکرد زیست‌محیطی (EPI )، از جمله آب و فاضلاب، فلزات سنگین، کیفیت هوا، و تنوع زیستی و زیستگاه، نمره بهتری از میانگین امتیاز در منطقه آسیا و اقیانوسیه کسب کرده است. با این وجود هنوز فرصت برای روند بهبود‌سازی، به ویژه از نظر سلامت اکوسیستم، همچون آلودگی هوا، آب و هوا و انرژی، جنگل‌ها، ماهیگیری و منابع آبی در دسترس است. در برونئی در امور رسیدگی به تغییرات اقلیمی و افزایش پویایی اکوسیستم، سلامت محیط زیست ، و تاب آوری در برابر بلاهای ناگهانی، پتانسیل ایجاد نوآوری و افرایش کار در جهت اقتصاد سبز وجود دارد. 